# Charles Algernon Parsons
Charles Algernon Parsons (Londen, 13 juni 1854 – 11 februari 1931) was een Engels ingenieur die de stoomturbine uitvond.
Parsons behaalt in 1877 een graad in wiskunde aan het St. Johns College van de Universiteit van Cambridge. Daarna gaat hij aan de slag als leerling-ingenieur bij Elswick Works van W.G. Armstrong in Newcastle upon Tyne. Hij verhuist vervolgens naar Leeds om raketaangedreven torpedo's te ontwikkelen, wat mislukt. Hij ontmoet er wel Katherine Bethell, met wie hij in 1883 trouwt.
Parsons wordt junior-partner en hoofd van de afdeling elektriciteit-scheepsbouw bij Clarke, Chapman and Company in Gateshead. Daar patenteert hij de turbinemotor die hij uitvond en past die toe op een elektrische generator van eigen ontwerp. Hij zag ook potentieel om schepen voort te stuwen en richtte de Parsons Marine Steam Turbine Company op met vijf compagnons in 1893. De Turbinia werd gebouwd om het effect van de stoomturbine te demonstreren.
Parsons ontvangt in 1927 een Order of Merit en een jaar later de Copley Medal. Hij sterft aan boord van het schip Duchess of Richmond.